# Altenberger
Altenberger je název tradičního krušnohorského likéru, který se vyrábí v německém městě Altenberg od roku 1842. Likérka s prodejnou, jež je zařízena v duchu někdejšího koloniálu, se nalézá v Radniční ulici (Rathausstraße). Návštěvníkům jsou nabízeny i pravidelné prohlídky.

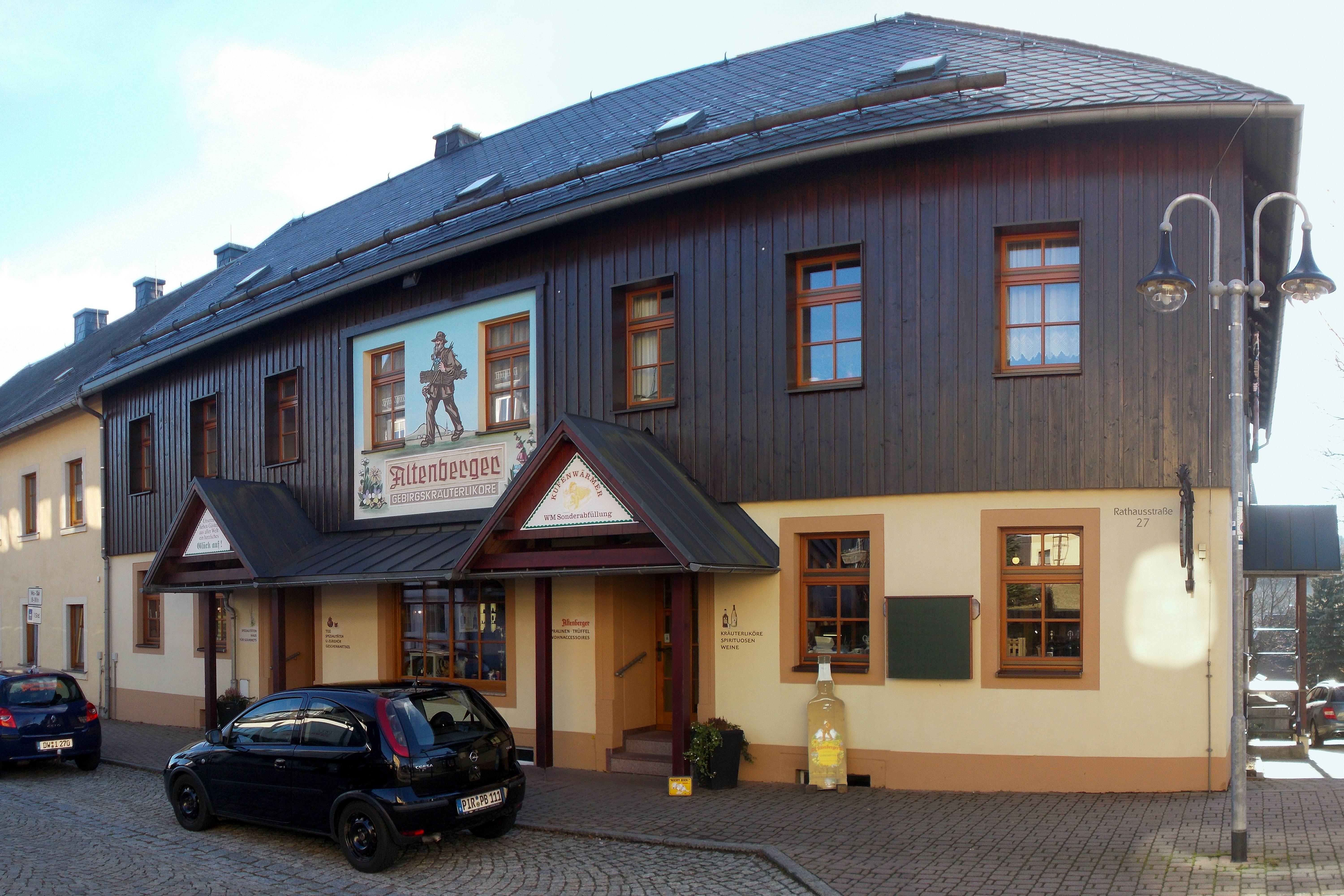
Likérka Altenberger - budova z roku 1903

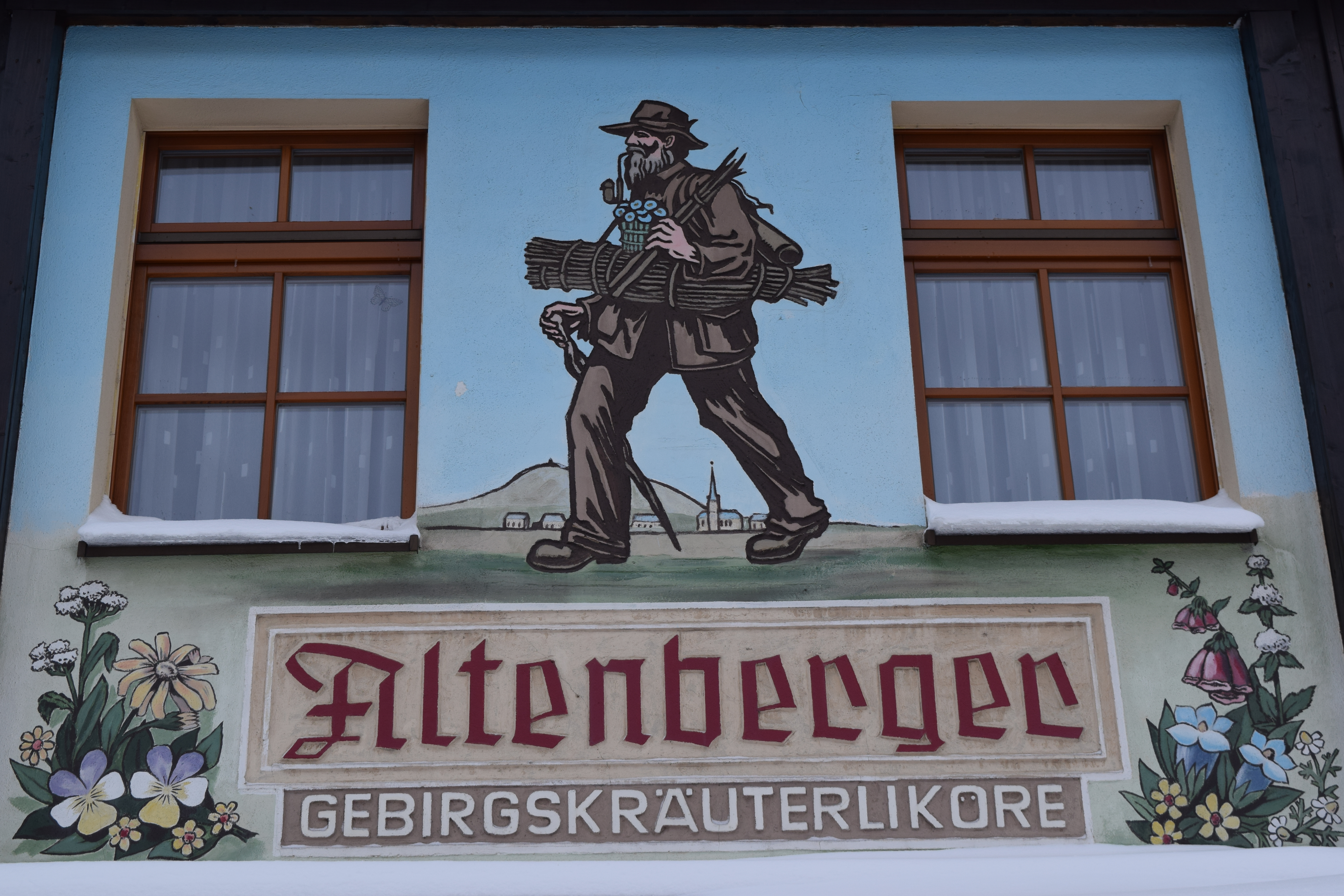
Altenberger - znak

## Likéry

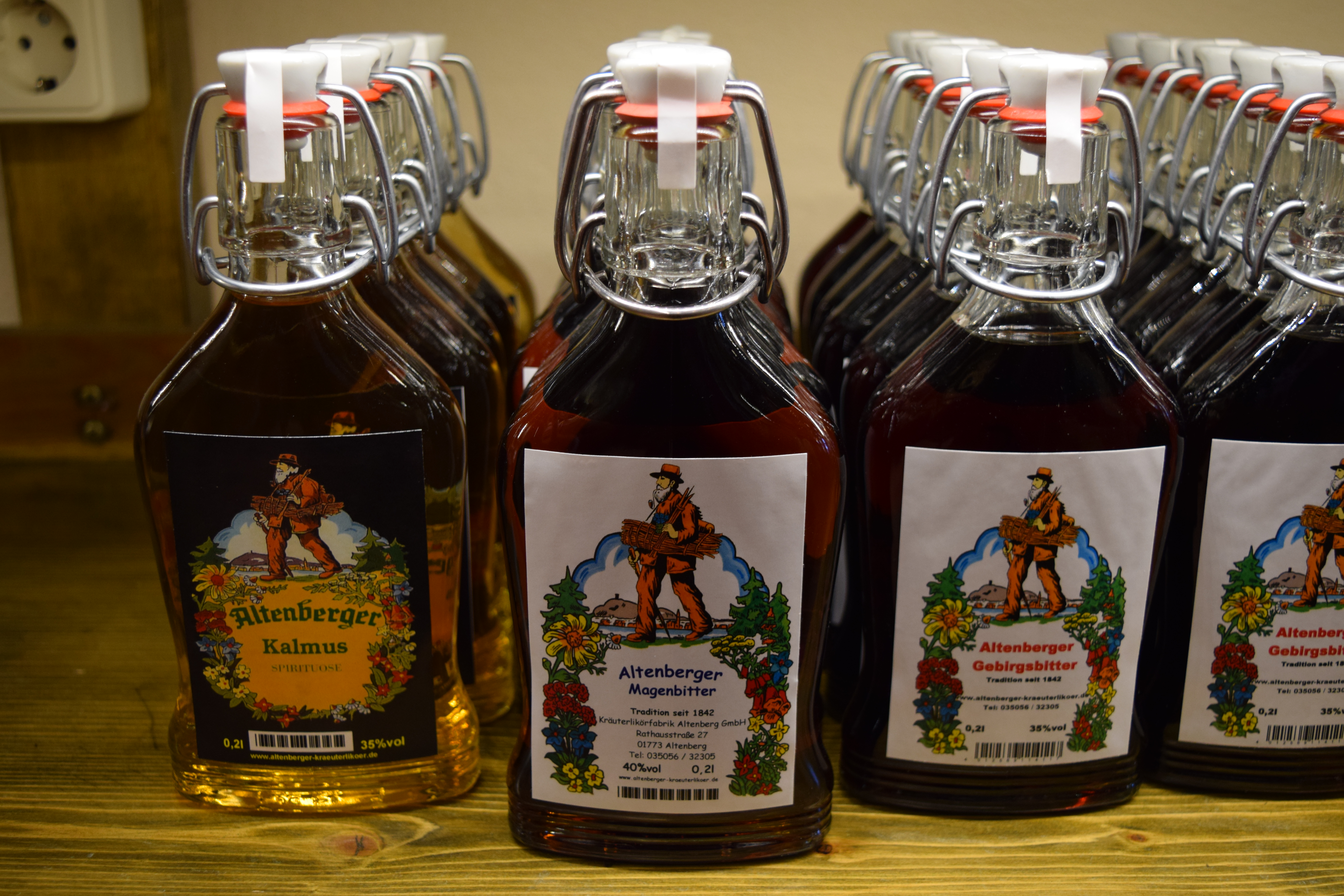
Zleva - Puškvorcový likér, Žaludeční hořká, Horská hořká

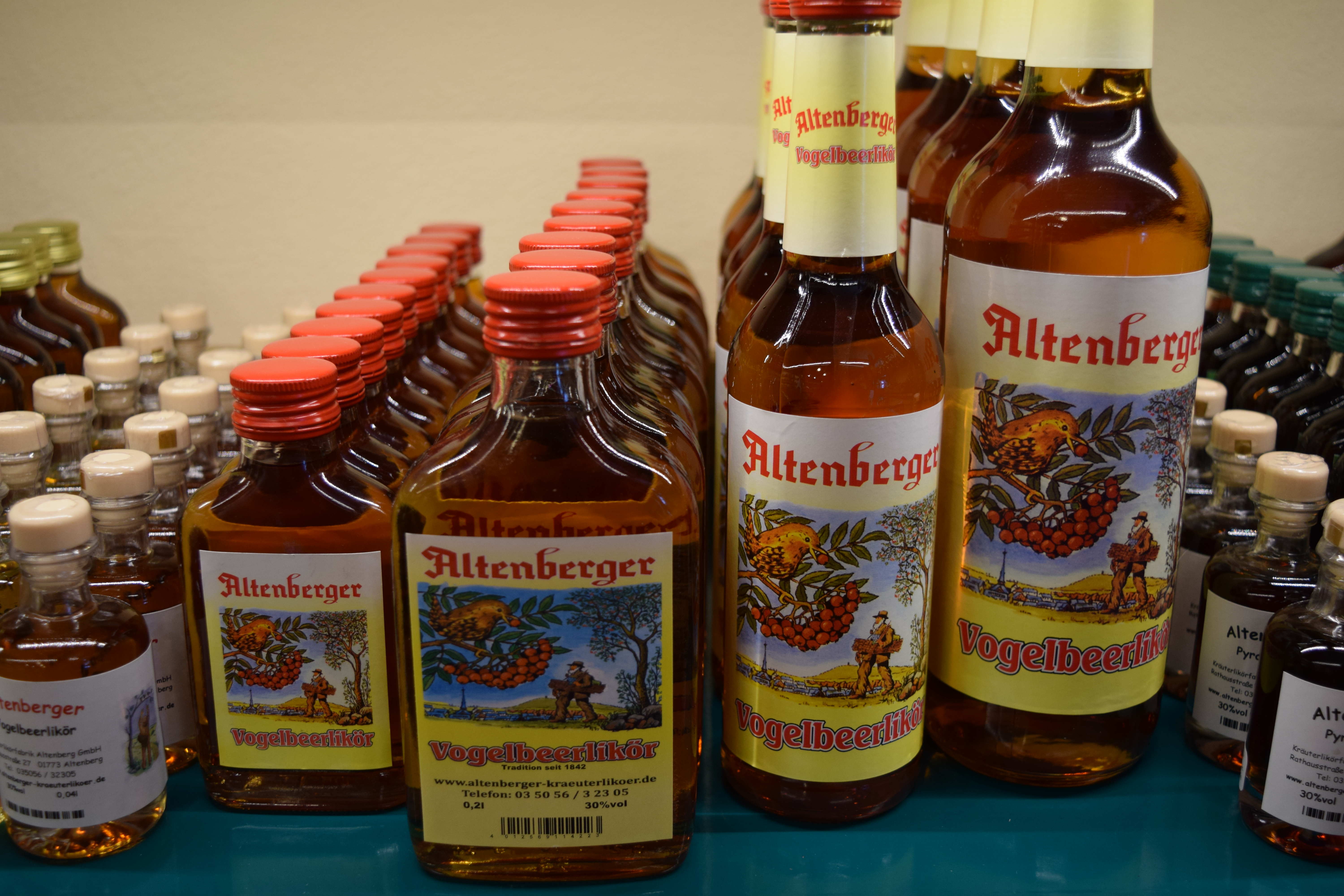
Jeřabinový likér

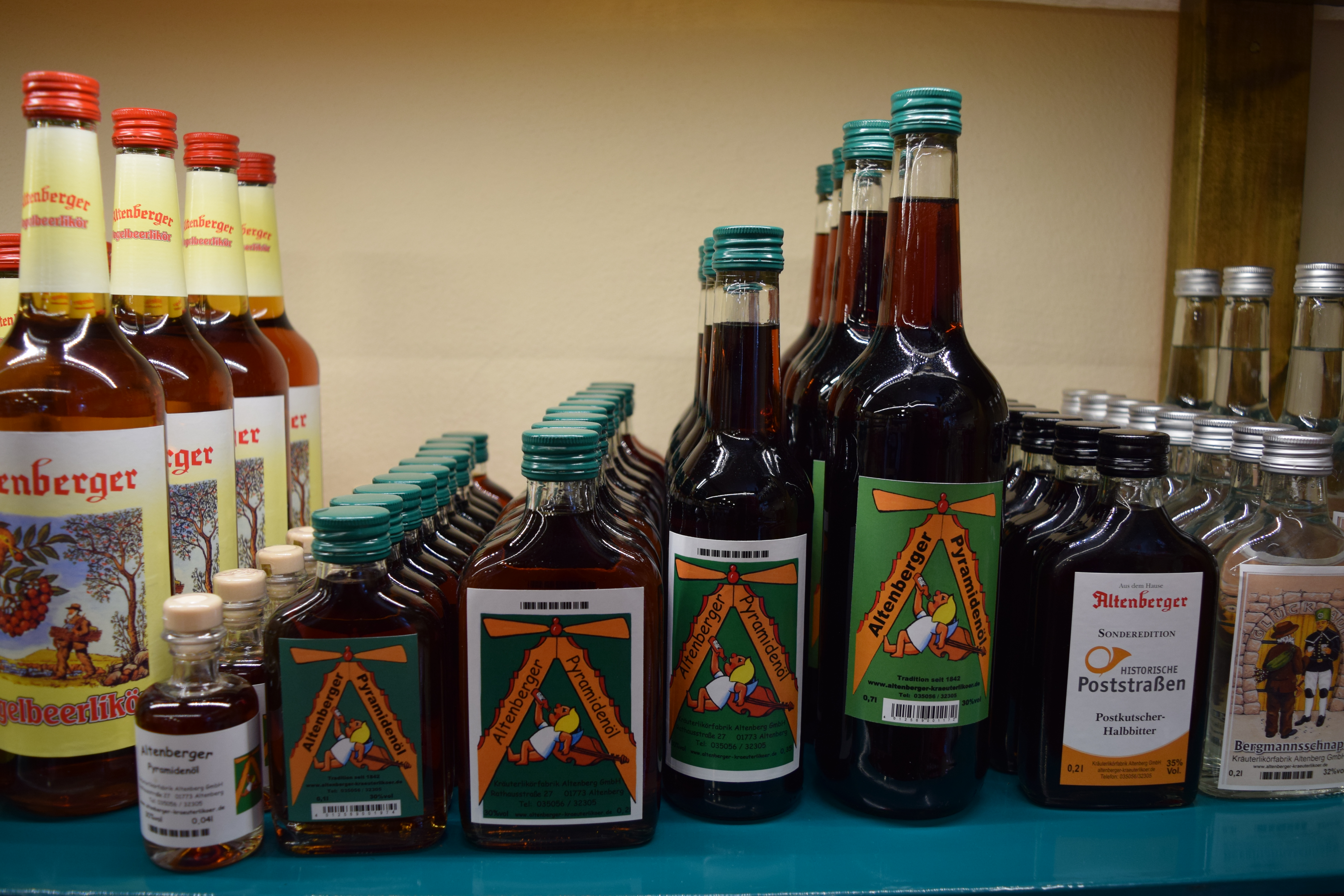
Pyramidový olej

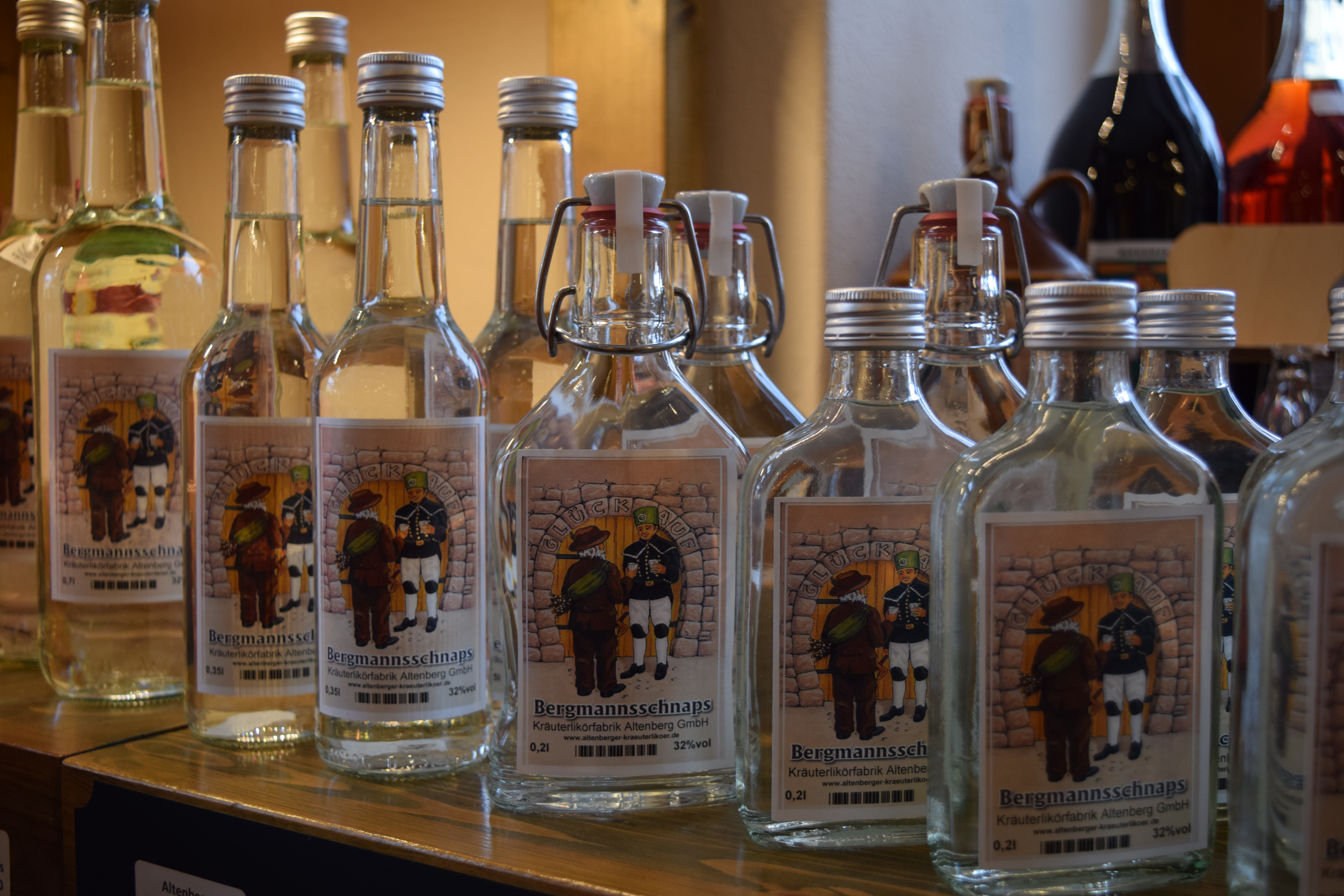
Hornická pálenka

### Horská hořká - Gebirgsbitter (35%)
K výrobě je zapotřebí 33 různých bylin a kořenů, získaných tradiční ruční sklizní. Místní nazývají tento likér "Rodná hrouda".

### Puškvorcový likér - Kalmus (35%)
Jde o tradiční pálenku s výtažkem kořene puškvorce.

### Žaludeční hořká - Magenbitter (40%)
K přípravě tohoto likéru se používá 20 bylin a kořenů. 

### Jeřabinový likér - Vogelbeerlikör (30%)
Výtažek z jeřabiny, alkohol a cukr dodávají tomuto likéru jedinečnou chuť.

### Pyramidový olej - Pyramidenöl (30%)
Je oblíben zejména v době Vánoc. Lze si ho dopřát jako společníka ke kávě či čaji. Ideální je rovněž jako poleva na zmrzlinový pohár, dezert nebo jako dochucovadlo svařeného vína.

### Hornický oheň - Knappenfeuer (56%)
Tento vysokoprocentní bylinný likér se s oblibou podává hořící v keramických kalíšcích. Pálenku si lze vychutnat i vychlazenou. Při přípravě grogu se dá použít místo rumu.

### Hornická pálenka - Bergmannsschnaps (32%)
Bývá vyráběna při příležitosti každoroční oslavy dne horníků. Jedná se o limitovanou edici.

### Likér z lesních plodů - Waldfruchtlikör (25%)
Likér je vyráběn z místních lesních plodů. S výrobou se započalo u příležitosti výročí 550 let od založení Altenbergu. 

### Wassertreter (20%)
Pálenka se skládá z bylinek a lesních plodů. Vyniká nádechem liči.

### Česneková pálenka - Knoblauchschnaps (35%)
Mimo pití lze pálenku využít i v kuchyni k dochucení omáček, marinád apod.

### Ohříváček - Kufenwärmer (35%)
Limitovaná edice je vytvořena především na počest sportovců, kteří se v regionu účastní mnoha evropských a světových pohárů.

## Recepty

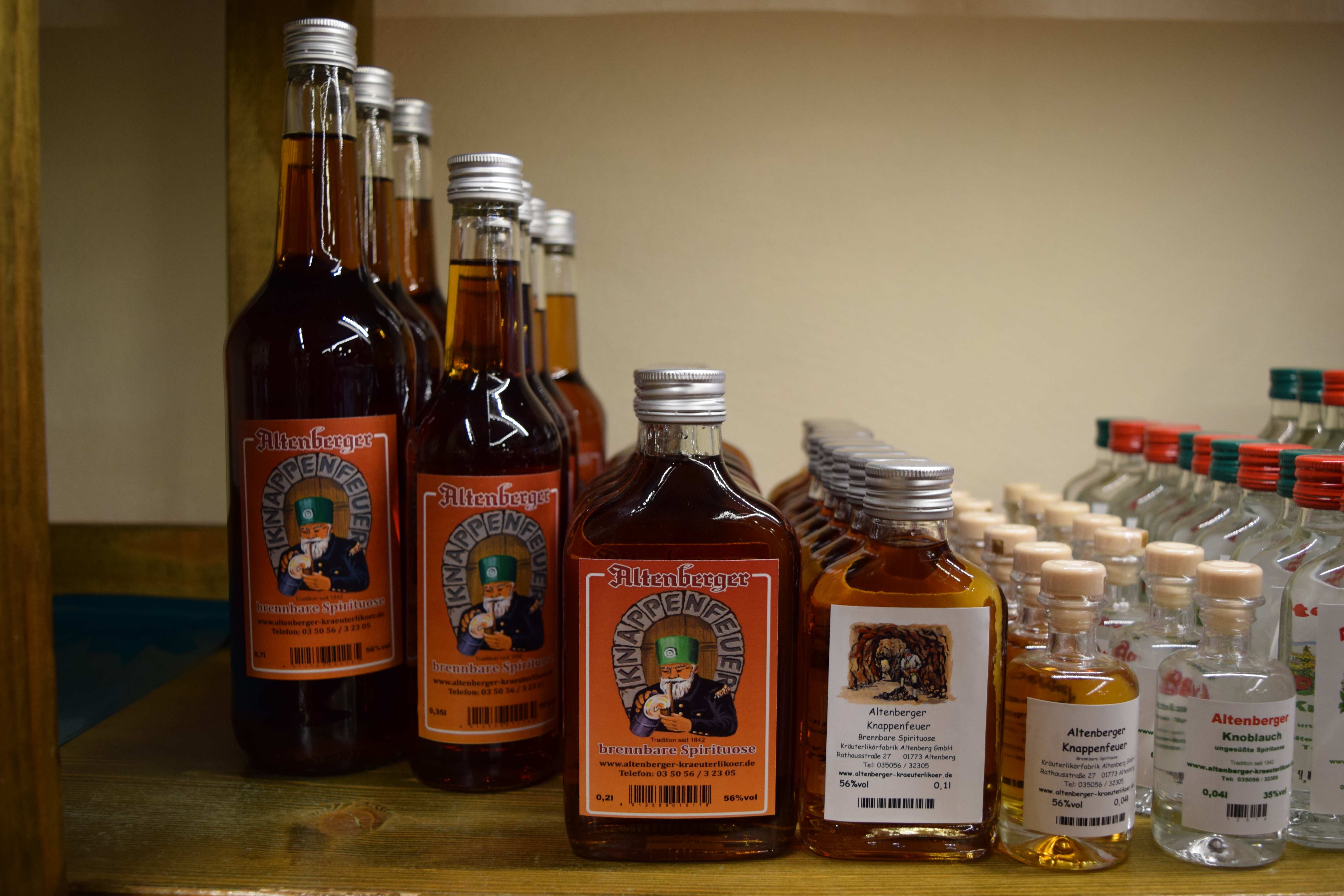
Hornický oheň

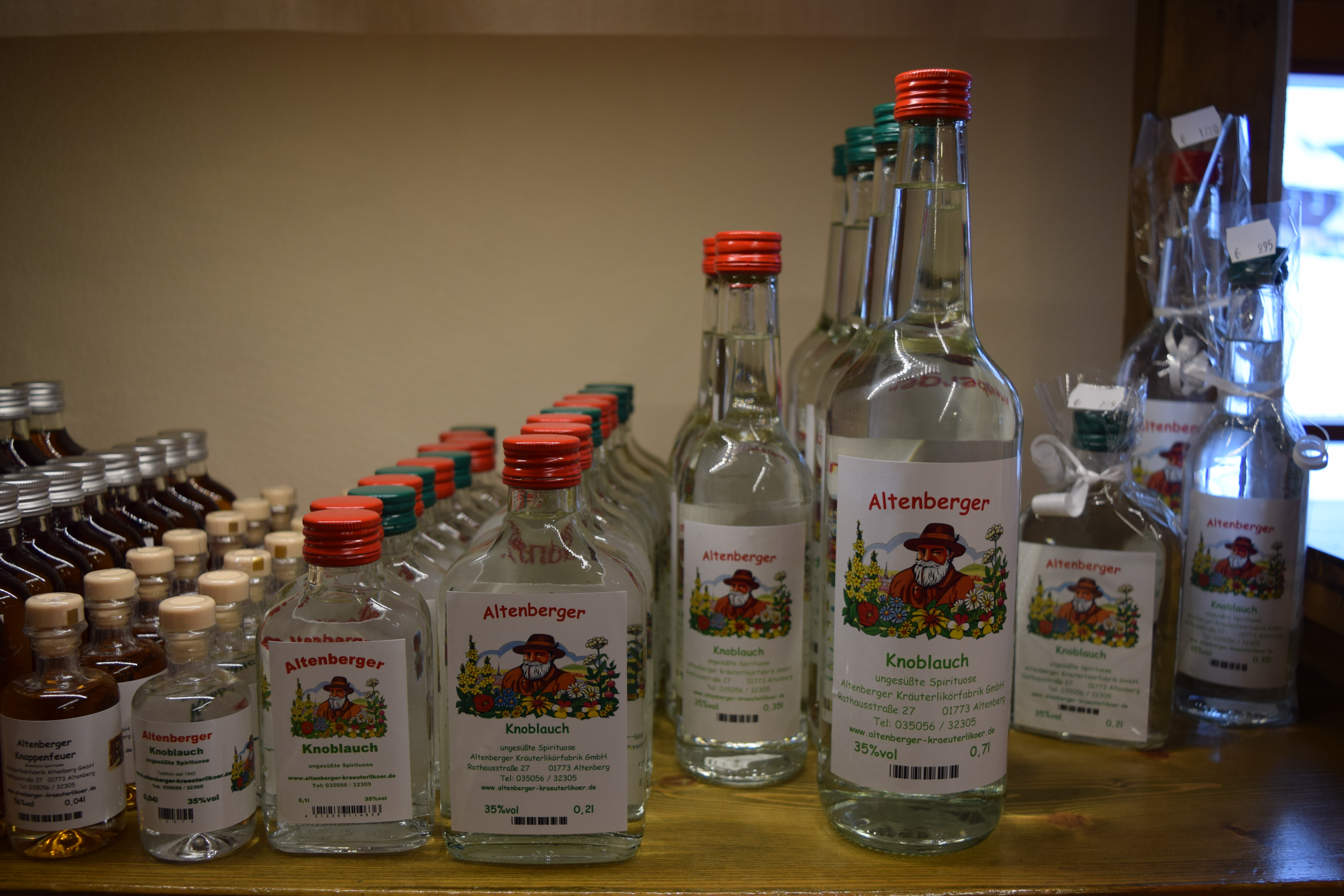
Česneková pálenka

### Aperitiv
- Jeřabinový likér (4cl) + suché šumivé víno

### Koktejly
- Geco - Horská hořká (4cl) + coca-cola
- Maso - Žaludeční hořká (4cl) + sekt a pomerančový džus
- Knoten - Česneková pálenka (4cl) + rajčatový džus
- Pyton - Pyramidový olej (4cl) + tonik

### Horké nápoje
- Horká čokoláda s Pyramidovým olejem a šlehačkou
- Horká černá káva s Hornickým ohněm a šlehačkou